# Malcom
|  | si cerqueu l'exfutbolista del Barça, vegeu Malcom Filipe Silva de Oliveira |

Malcom és una població dels Estats Units a l'estat d'Iowa. Segons el cens del 2000 tenia 352 habitants.

## Demografia
Segons el cens del 2000, Malcom tenia 352 habitants, 144 habitatges, i 102 famílies. La densitat de població era de 222,8 habitants/km².
Dels 144 habitatges en un 28,5% hi vivien nens de menys de 18 anys, en un 64,6% hi vivien parelles casades, en un 5,6% dones solteres, i en un 28,5% no eren unitats familiars. En el 25% dels habitatges hi vivien persones soles el 10,4% de les quals corresponia a persones de 65 anys o més que vivien soles. El nombre mitjà de persones vivint en cada habitatge era de 2,44 i el nombre mitjà de persones que vivien en cada família era de 2,92.
Per edats la població es repartia de la següent manera: un 21,9% tenia menys de 18 anys, un 8% entre 18 i 24, un 29% entre 25 i 44, un 26,1% de 45 a 60 i un 15,1% 65 anys o més.
L'edat mediana era de 40 anys. Per cada 100 dones de 18 o més anys hi havia 93,7 homes.
La renda mediana per habitatge era de 39.167 $ i la renda mediana per família de 55.417 $. Els homes tenien una renda mediana de 28.194 $ mentre que les dones 19.286 $. La renda per capita de la població era de 17.059 $. Entorn del 8% de les famílies i el 9,3% de la població estaven per davall del llindar de pobresa.

## Poblacions més properes
El següent diagrama mostra les poblacions més properes.